# Їсп
Їсп (нід. Jisp) — село в нідерландській провінції Північна Голландія. Цей населений пункт — частина муніципалітету Вормерленд, і лежить приблизно 8 км на захід від муніципалітету Пюрмеренд.